# 米凱利省

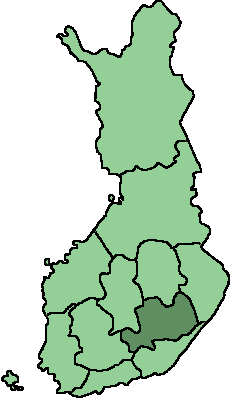
米凱利省在芬蘭的位置（1997年）

米凱利省（芬蘭語：Mikkelin lääni）是芬蘭東南部的一個舊省。

## 历史
1809年，芬蘭劃歸沙俄時建立，稱屈门卡尔塔诺省。

1831年後稱聖米凱利省。

1917年改稱現名。

1960年中芬蘭省的一部份自本省分出，1997年與1997年與北卡累利阿省和庫奧皮奧省合併成東芬蘭省，首府为米凱利。